# 堀内葉子
堀内 葉子（ほりうち ようこ、1982年8月10日 - ）は、日本のファッションモデル、映画コメンテーターである。N・F・B所属。かつてはモーディア、パールに所属。パーソナルストレッチトレーナーと、JOPCオーガニックアドバイザー認定の資格を保持している。

## 略歴・人物
北海道浅井学園大学（現・北翔大学）時代に札幌市のショッピングモールを歩いているところをスカウトされ、まず札幌でモデル活動を開始。その後、大学在学中にデビューわずか数ヶ月でCanCamの専属モデルとなる。
北海道の大学在学中はモデルの仕事がある時は東京に出てきていた為、北海道と東京の往復生活をしていた。卒業を機に上京する。
小さい頃は背が小さくポッチャリしていたが、中学で身長が162cmになりソフトテニス部を始めたことからスリムなスタイルになった。
本来、人前に出るのが苦手でモデル初期は撮影に大変苦労したという。
AneCan専属となったのち、モデル活動を一時休止してオーストラリアへ留学。帰国後、モデル活動を再開し現在に至る。

## 作品

### テレビ出演歴
- シネマジックカフェ（BS-TBS）[2]
- Goro's Bar（TBS）[2]
- 東京上級デート（テレビ朝日）[2]
- The MONDO Times（MONDO TV）[2]
- F1モデル（フジテレビ、2005年5月 - 9月）[4]
- 英語でしゃべらナイト（NHK）

### 広告
- hoyu ビゲン ポンプカラー「いろんな声」篇

### WEB
- RUIRUE BOUTIQUE
- Marisa Grace